# Cuando los ángeles lloran
Cuando los ángeles lloran (Quando gli angeli piangono) è il quinto album del gruppo rock messicano Maná, pubblicato nel 1995.

## Tracce
1. Cómo Un Perro Enloquecido – 4:25
2. Selva Negra – 5:45
3. Hundido En Un Rincón – 6:01
4. El Reloj Cucú – 5:06
5. Mis Ojos – 4:55
6. Ana – 4:55
7. Siembra El Amor – 5:15
8. Cuando Los Angeles Lloran – 5:08
9. Déjame Entrar – 4:26
10. No Ha Parado De Llover – 5:26
11. Antifaz – 5:01
12. El Borracho – 4:46

Durata totale: 61:09